# Sphenostemon
Sphenostemon, biljni rod od 9 vrsta drveća ili grmova smješten u porodicu Paracryphiaceae.Vrste ovog roda su raširene po zapadnom Pacifiku: 3 vrste Sulawesi, Molučki otoci, Nova Gvineja, 1 vrsta u Queenslandu, 6 vrsta Nova Kaledonija.
Rod je opisan u Bull. Mens. Soc. Linn. Paris 1: 53. 1875.

## Povijest
Rod je prethodno bio uključivan u vlastitu porodicu Sphenostemonaceae, opisanu u Kew Bulletin 27: 325. 1972.

## Vrste
1. Sphenostemon arfakensis (Gibbs) Steenis & Erdtman
2. Sphenostemon balansae Baill.
3. Sphenostemon comptonii Baker f.
4. Sphenostemon lobosporus (F.Muell.) L.S.Sm.
5. Sphenostemon oppositifolius Hürl.
6. Sphenostemon pachycladus Baill.
7. Sphenostemon papuanus (Lauterb.) Steenis & Erdtman
8. Sphenostemon thibaudii Jérémie
9. Sphenostemon tireliae Jérémie

## Sinonimi
- Idenburgia Gibbs; Phytogeogr. & Fl. Arfak Mts. 136 (1917)
- Nouhuysia Lauterb.; Lorentz Nova Guinea 8: 843 (1912)